# Aeropuerto de Yonaguni
El Aeropuerto de Yonaguni (en japonés 与那国空港 Yonaguni Kūkō, (IATA: OGN, OACI: ROYN) es un aeropuerto de tercera clase ubicado en Yonaguni, Distrito de Yaeyama, Prefectura de Okinawa, Japón.

## Historia
El aeropuerto fue inaugurado en 1943 para propósitos militares, y se convirtió en aeropuerto civil en 1957. Los vuelos internacionales comenzaron en 2007 con un vuelo chárter a/desde Taipéi operado por Uni Air, junto a otro vuelo a Hualien, Taiwán operado por TransAsia Airways al año siguiente. Esta última ruta se sigue operando de manera charter y ocasionalmente de manera regular.

## Aerolíneas y destinos
- Japan Airlines
  - Japan Transocean Air (Ishigaki)
    - Ryūkyū Air Commuter (Ishigaki, Okinawa)